# 轉法輪經憂波提舍
《轉法輪經憂波提舍》，又名《轉法輪論》，《轉法輪經論》。是天親所造的對轉法輪經的註解。漢譯本由元魏天竺三藏毘目智仙譯出，收在大正藏第二十六冊1533經。

## 釋題
轉法輪經是佛陀最初對憍陳如等五比丘說的經。
憂波提舍 ()，或音譯為優婆提舍，鄔波第鑠；義譯為「論議」，「說義」，「廣演」，「章句」等，為十二分教的一分；他的性質，《大毘婆沙論》重在「論議」；《大智度論》重在「解義」；《瑜伽師地論》作為一切論書的通稱。